# Женская сборная Филиппин по баскетболу 3×3
Женская сборная Филиппин по баскетболу 3×3 представляет Филиппины на международных соревнованиях по баскетболу 3×3. Управляющим органом является Баскетбольная ассоциация Филиппин.
По состоянию на 27 августа 2024, женская сборная Филиппин по баскетболу 3×3 занимает 25-е место в мировом рейтинге ФИБА женских сборных по баскетболу 3×3.

## Результаты выступлений
| Турнир                           | Золото | Серебро | Бронза | Всего |
| -------------------------------- | ------ | ------- | ------ | ----- |
| Чемпионат мира по баскетболу 3×3 | —      | —       | —      | —     |
| Чемпионат Азии                   | —      | —       | —      | —     |
| Итого                            | —      | —       | —      | —     |

### Чемпионат мира по баскетболу 3x3
| Год         | Место          | Игры           | Победы         | Поражения      | Состав команды                                                         |
| ----------- | -------------- | -------------- | -------------- | -------------- | ---------------------------------------------------------------------- |
| 2012—2017   | не участвовали | не участвовали | не участвовали | не участвовали | не участвовали                                                         |
| Bocaue 2018 | 17             | 4              | 0              | 4              | Jack Danielle Animam, Afril Bernardino, Gemma Miranda, Janine Pontejos |
| 2019—2023   | не участвовали | не участвовали | не участвовали | не участвовали | не участвовали                                                         |

### Чемпионат Азии по баскетболу 3x3
| Год           | Место          | Игры           | Победы         | Поражения      | Состав команды                                                               |
| ------------- | -------------- | -------------- | -------------- | -------------- | ---------------------------------------------------------------------------- |
| 2013—2018     | не участвовали | не участвовали | не участвовали | не участвовали | не участвовали                                                               |
| Чанша 2019    | 8              | 3              | 1              | 2              | Jack Danielle Animam, Afril Bernardino, Clare Castro, Janine Pontejos        |
| 2022          | не участвовали | не участвовали | не участвовали | не участвовали | не участвовали                                                               |
| Сингапур 2023 | 7              | 3              | 1              | 2              | Afril Bernardino, Ana Alicia Katrina Castillo, Clare Castro, Janine Pontejos |
| Сингапур 2024 | 6              | 3              | 2              | 1              | Mikka Cacho, Camille Clarin, Jhazmin Joson, Kaye Pingol                      |